# 22-es busz (Szeged)
A szegedi 22-es jelzésű autóbusz 1966 és 1971, valamint 1977 és 2004 között létezett. Többször módosították az útvonalát.

## Története
A 22-es járat 1966 és 1971 között a Mars tér és a Napos út között közlekedett. Megszűnése után a 34-es vette át a szerepét.
1977-ben a 2-es villamos megszűnése miatt indult újra a 22-es a Petőfitelep, Fő tér és a Feketesas utca között.[forrás?] 1985-ben a Petőfitelep, Fő tér és az Újszeged, Gabonatermesztési Kutató Intézet között közlekedett.
1986-tól az új útvonala (jelentős változtatás után) a következő lett: Petőfitelep, Fő tér – Felső Tisza-part – Etelka sor – Csillag tér – Szilléri sugáút - Római körút – József Attila sugárút – Lenin körút – Tolbuchin sugárút – Katona utca – Rákóczi utca (visszafelé Rákóczi utca – Gólya utca – Szél utca – Katona utca …).[forrás?] Az 1990-es évek elején a Rákóczi utcából a végállomás a Cserepes sorra került át. A 22-es járat 2004. július 2-án szűnt meg. A felsővárosi szakaszát a 20Y járat vette át, Móravárosba pedig a 16-os busz közlekedett.

## Útvonalai
Útvonala 1985-ben:
| Újszeged, Gabonatermesztési Kutató Intézet felé | Petőfitelep, Fő tér felé |
| --- | --- |
| Petőfitelep, Fő tér vá. – Csap utca – Irinyi utca – Felső Tisza-part – Etelka sor – Kereszttöltés utca – Szilléri sugárút – Római körút – József Attila sugárút – Tisza Lajos körút – Nagy Jenő utca – Széchenyi tér – Híd utca – Belvárosi híd – Vedres utca – Újszeged, Gabonatermesztési Kutató Intézet vá. | Újszeged, Gabonatermesztési Kutató Intézet vá. – Vedres utca – Belvárosi híd – Híd utca – Széchenyi tér – Tisza Lajos körút – József Attila sugárút – Római körút – Szilléri sugárút – Kereszttöltés utca – Etelka sor – Felső Tisza-part – Irinyi utca – Csap utca – Petőfitelep, Fő tér vá. |

Útvonala 1986-tól 2004-ig:
| Gólya utca felé | Petőfitelep, Fő tér felé |
| --- | --- |
| Petőfitelep, Fő tér vá. – Csap utca – Irinyi utca – Felső Tisza-part – Etelka sor – Kereszttöltés utca – Szilléri sugárút – Római körút – József Attila sugárút – Tisza Lajos körút – Kálvária sugárút – Katona József utca – Cserepes sor – Gólya utca vá. | Gólya utca vá. – Gólya utca – Szél utca – Katona József utca – Kálvária sugárút – Tisza Lajos körút – József Attila sugárút – Római körút – Szilléri sugárút – Kereszttöltés utca – Etelka sor – Felső Tisza-part – Irinyi utca – Csap utca – Petőfitelep, Fő tér vá. |